# Palais Turb
Le palais Turb (en tchèque, Palac Turbů) est un palais baroque situé à Prague, dans le quartier de Mala Strana, sur la Place de Malte. Il est protégé comme monument culturel de la République tchèque  . 

## Histoire
La maison Renaissance originale a été reconstruite dans le style baroque à la fin du XVIIe siècle. C'est dans les années 1760 qu'il a pris sa forme rococo par Josef Jäger, qui travaillait sur l'ordre de Turb. De nos jours, il abrite l'ambassade du Japon. 

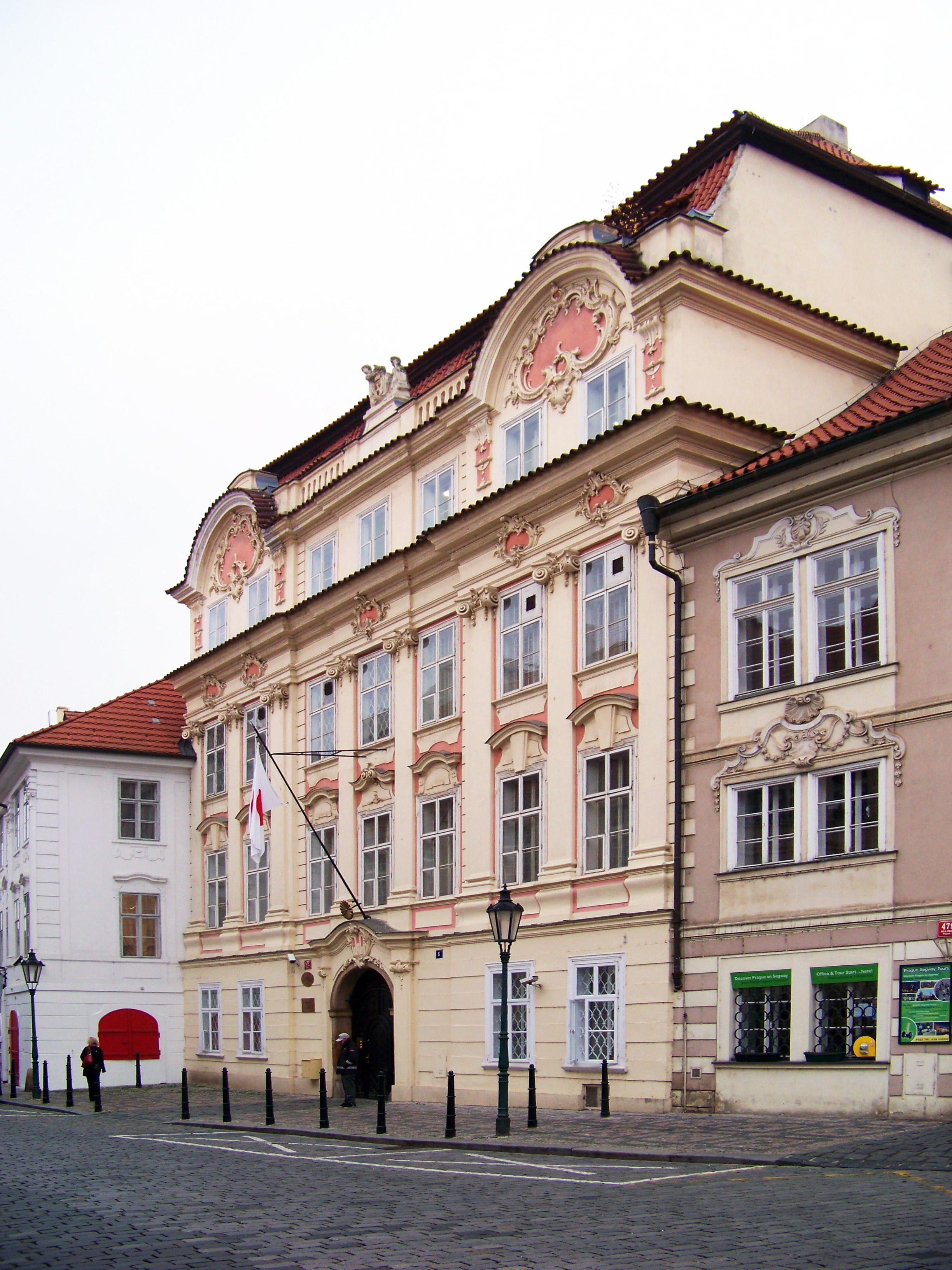
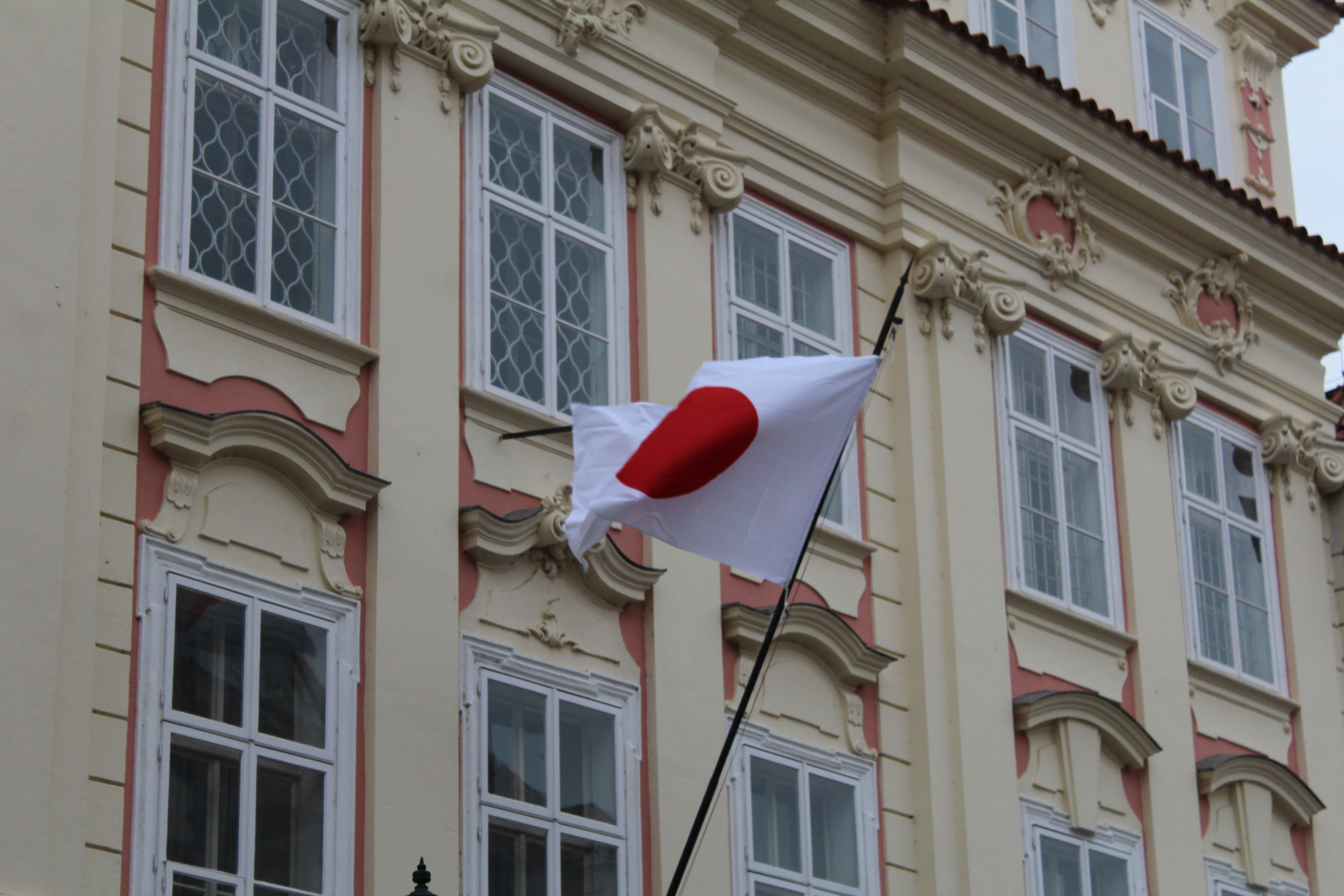
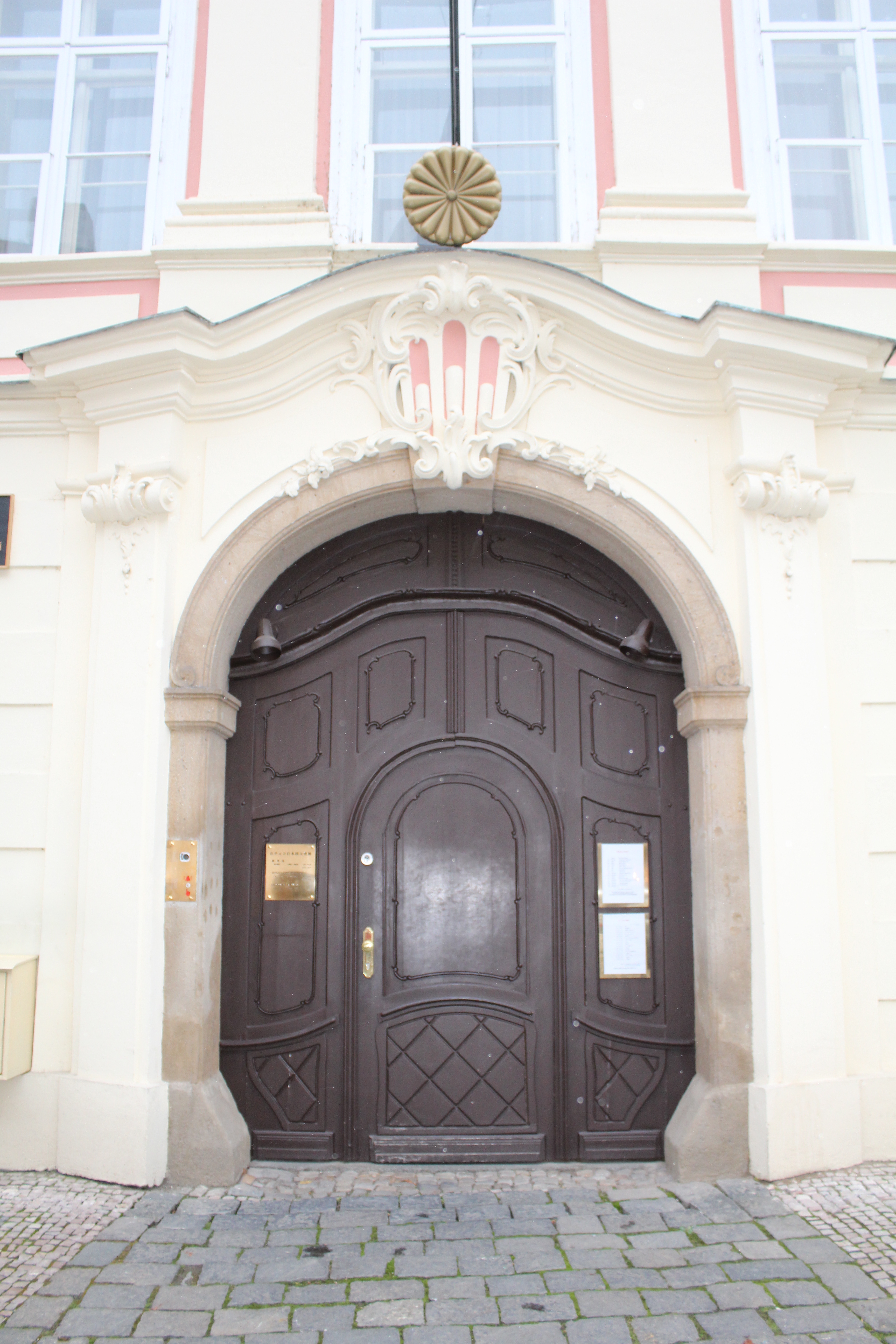